# جعفر زعفراني
جعفر زعفراني( بالفارسية: جعفر زعفراني) هو رياضياتي إيراني. أستاذ في جامعة اصفهان والمستشار في جامعة الشيخ بهايي، حصل على البكالوريوس في الرياضيات من جامعة طهران في عام 1969 وحصل على الدكتوراة في جامعة لييج، بلجيكا في عام 1974. خدم كرئيس للجمعية الرياضياتية الإيرانية من 1989-1991.